# Crayon Shin-chan: Dengeki! Buta no Hizume Dai Sakusen
Crayon Shin-chan: Arashi o Yobu: Appare! Sengoku Daikassen (クレヨンしんちゃん 電撃!ブタのヒヅメ大作戦 Kureyon Shinchan: Arashi o Yobu: Appare! Sengoku Daikassen) là một bộ phim anime 199. Đây là phim thứ 6 dựa trên manga và anime hài hước Crayon Shin-chan. Phim được công chiếu ở các rạp Nhật Bản vào ngày 18 tháng 4 năm 1998.